# میناموتو نو یوشی‌تسونه

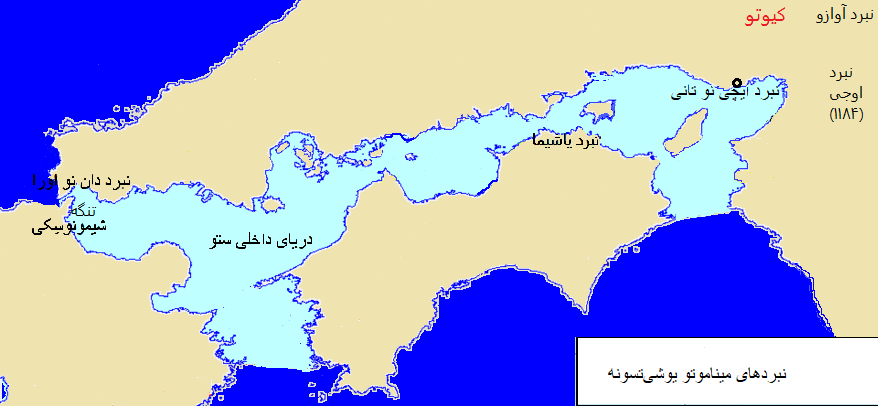
محل و نام جنگ‌های یوشی‌تسونه

میناموتو نو یوشیتسونه (به ژاپنی: 源 義経) (۱۱۵۹ – ۱۵ ژوئن، ۱۱۸۹)، نام مستعار کورو نام زمان تولد اوشی‌واکامارو، نهمین پسر میناموتو نو یوشیتومو، برادر کوچکتر میناموتو نو یوری‌تومو، بنیان‌گذار شوگون‌سالاری کاماکورا و فرمانده نظامی از خاندان میناموتوی ژاپن در اواخر دوره هی‌آن و اوایل دوره کاماکورا بود. او متعلق به شاخه ای از خاندان گنجی به نام خاندان کاواچی-گنجی بود و نام کودکی او اوشی‌واکامارو بود. پس از اینکه پدرش در شورش هیجی شکست خورد و کشته شد، او را به معبد کوراما-درا در کیوتو سپردند، اما بعداً به هیراایزومی، ایواته رفت و فوجیوارا نو هیده‌هیرا، رئیس خاندان اوشو فوجیوارا از او محافظت کرد.
هنگامی که برادر بزرگترش یوریتومو برای سرنگونی خاندان تایرا (جنگ گنپی) ارتش تشکیل داد، او در نبردهای نبرد ایچینوتانی (۱۱۸۴)، نبرد یاشیما (۱۱۸۵) و نبرد دان نو اورا (۱۱۸۵) به جنگ پیوست و تبدیل به فردی شد که بزرگ‌ترین سهم را در نابودی خاندان تایرا داشت.
پس از آن خشم یوریتومو را به دلیل دریافت درجه رسمی بدون کسب اجازه از او و اقدام به تنهایی در جنگ با خاندان تایرا برانگیخت و چون در پاسخ به این امر نشانه‌هایی از استقلال نشان داد با یوریتومو درگیر شد و به عنوان دشمن دربار ژاپن امپراتوری شناخته شد. هنگامی که خبر فرمان دستگیری او در سراسر کشور پخش شد، او فرار کرد و بار دیگر به فوجیوارا نو هیده‌هیرا روی آورد. با این حال، پس از مرگ فوجیوارا نو هیده‌هیرا، او توسط رئیس خاندان، فوجیوارا نو یاسوهیرا، که توسط یوریتومو تحت فشار قرار داده شده بود، مورد حمله قرار گرفت و در کوروکاوا-کان در هیراایزومی، ایواته، استان ایواته امروزی خودکشی کرد.
لحظات پایانی زندگی او همدردی بسیاری از مردم در سراسر ژاپن را برانگیخت و افسانه‌ها و داستان‌های بسیاری از جمله عبارت هوگانبی ایکی ja:判官贔屓 را به وجود آورد.